# Nyängen
Nyängen är en stadsdel i Mariehamn, Åland. Här ligger bland annat Sjökvarteret, Mariebad och Mariehamns begravningsplats med Begravningskapellet ritat av Lars Sonck.